# Нови Храни
Нови Храни (грч. Νέα Χράνη, Неа Храни) је насељено место у општини Катерини у периферији Средишња Македонија, Грчка. Према попису из 2021. године било је 438 становника.
Насеље је подугнуто после 1971. године у атару села Храни, где су се преселили мештани овог села. На попису из 1981. године Нови Храни су имали 382 становника.